# Sulla procreazione dell'anima nel Timeo
Sulla procreazione dell'anima nel Timeo (Περὶ τῆς ἐν Τιμαίῳ ψυχογονίας - De animae procreatione in Timaeo) è un trattato filosofico di stampo platonico composto da Plutarco e inserito nei suoi Moralia.

## Struttura
Il trattato è un commento a un passo del dialogo platonico Timeo, in special modo sul passo che riguarda la generazione dell'anima. L'autore da una lato vuole difendere Platone da accuse di incoerenza o contraddizione tra punti diversi delle sue opere, dall'altro vuole dimostrare che quanto egli sostiene sull’Anima è in accordo con il Timeo.
L'autore divide la sua esegesi in due parti, di cui la prima parte è la migliore, per chiarezza e per una certa originalità, della quale lo stesso autore si mostra consapevole, riportando le interpretazioni che del passo del Timeo avevano dato da un lato Senocrate, dall’altro Crantore e i rispettivi seguaci. La seconda parte riprende il passo del Timeo da 35b4 a 36b5, in cui Platone individua i rapporti numerici a cui il Demiurgo si attenne nello strutturare l’anima.

## Analisi critica
Questo è l’unico esempio a noi pervenuto di esegesi diretta di un testo filosofico, insieme alle Questioni platoniche, scritto  per le sollecitazioni che Plutarco ricevette da due dei suoi figli, Autobulo e Plutarco il Giovane, che gli chiedevano di dare forma unitaria e organica a quanto egli in molteplici occasioni aveva espresso sull’argomento. Dal Catalogo di Lampria, comunque, sappiamo che Plutarco aveva composto circa altri otto testi dedicati a Platone e all’Accademia, sicché questo trattato esegetico costituisce quasi l'unica testimonianza dell'intensa attività di esegesi filosofica dei primi due secoli dell’età imperiale.